# آكي مايدا
آكي مايدا (باليابانية: 前田亜季) هي عارضة ومغنية وممثلة يابانية، ولدت في 11 يوليو 1985 في اليابان.

## أعمال

### أفلام
- (2000) المعركة الملكية
- (2002) عودة القط

## وصلات خارجية
- آكي مايدا على موقع IMDb (الإنجليزية)
- آكي مايدا على موقع ألو سيني (الفرنسية)
- آكي مايدا على موقع ميوزك برينز (الإنجليزية)
- آكي مايدا على موقع أول موفي (الإنجليزية)
- آكي مايدا على موقع ديسكوغز (الإنجليزية)
- آكي مايدا على موقع قاعدة بيانات الفيلم (الإنجليزية)
- آكي مايدا على موقع كينوبويسك (الروسية)